# Egbertus Rudolf de Vries
Egbertus Rudolf de Vries (Paramaribo, 28 februari 1874 – Heerlen, 25 mei 1960) was een Surinaams medicus en politicus.
In 1894 werd hij als surnumerair benoemd bij de 'algemeene dienst ter administratie van financiën' en zes jaar later volgde zijn benoeming tot klerk bij het kantoor van de Koloniale Ontvanger en Betaalmeester.
De Vries slaagde in 1903 voor het examen van het geneeskundig gedeelte. Hij was daarna als geneesheer werkzaam bij het Militair Hospitaal in Paramaribo en nam in 1904 tijdelijk de functie van districts-geneesheer in Coronie waar. Rond 1906 was hij geneesheer in Groningen waarna hij op tal van standplaatsen werkzaam was als districts-geneesheer. In 1925 promoveerde hij aan de Universiteit van Amsterdam tot doctor in de geneeskunde op het proefschrift 'Over het voorkomen en de klinische beteekenis van dwarsvernauwde bekkens'.
Naast zijn werk als medicus was hij meerdere jaren actief in de politiek. Nadat het Statenlid J. Vogt was opgestapt werd De Vries in 1920 bij tussentijdse verkiezingen verkozen tot lid van de Koloniale Staten. Bij de parlementsverkiezingen van 1926 was hij niet herkiesbaar.
Toen hij begin 1931 met verlof was en wegens ziekte verbleef in Nederland werd hij op eigen verzoek eervol ontslagen als districts-geneesheer. Hij vestigde zich in Nederland en overleed daar in 1960 op 86-jarige leeftijd.